# Leonardo Rolón
Leonardo Gabriel Rolón (Rosario, 19 gennaio 1995) è un calciatore argentino, difensore svincolato.

## Biografia
È fratello gemello del calciatore Maxi Rolón, deceduto nel 2022.

## Caratteristiche tecniche
È un terzino destro.

## Carriera

### Nazionale
Con la nazionale Under-20 argentina ha vinto il campionato sudamericano del 2013.

## Palmarès

### Club
- Supercopa Argentina: 1

Vélez Sarsfield: 2013

### Nazionale
- Campionato sudamericano Under-20: 1

Uruguay 2015